# Публий Калвизий Рузон Юлий Фронтин
Вижте пояснителната страница за други личности с името Публий Калвизий Рузон.
Публий Калвизий Рузон Юлий Фронтин (на латински: Publius Calvisius Ruso Iulius Frontinus) е сенатор на Римската империя през края на 1 век.

## Биография
Произлиза от фамилията Калвизии. Баща му Публий Калвизий Рузон e суфектконсул 53 г., a брат му Публий Калвизий Рузон e суфектконсул 79 г.
През 73/74 г. Фронтин е квестор, през 84 г. суфектконсул. След това става curator viarum. През 98/99 г. e проконсул на провинция Азия. 105/106 г. е легат на Кападокия. Член е на колегията квиндецимвири (XVvir sacris faciundis).
Той е баща на Публий Калвизий Тул Рузон (консул 109 г.), който се жени за Домиция Луцила Старша и е баща на Домиция Луцила, майката на император Марк Аврелий.